# Mechové údolí
Mechové údolí je přírodní rezervace, byla vyhlášena v roce 1998 a nachází se u obce Dolní Žandov. Důvodem ochrany je ochrana a zachování významných rašelinišť, pramenišť a mokřadních společenstev v povodí bezejmenného vodního toku, které jsou mimořádně druhově bohaté a proto vegetačně velmi cenné a jako genofondová plocha přesahují svým významem hranice místního regionu.
Území přírodní rezervace se překrývá s evropsky významnou lokalitou shodného názvu o rozloze 9,9 ha , zahrnuté do soustavy Natura 2000.

## Popis oblasti
Vzniku rezervace předcházela práce botaniků při hledání vzácné orchideje měkkyně bažinné (Hammarbya paludosa). V roce 1996 prokázal průzkum oblasti, že orchidej v lokalitě roste v unikátním rašeliništi. Jmenovaná orchidej se nalézá v ČR už jen na dvou lokalitách (obě na Českolipsku). Oproti ostatním orchidejím se rozmnožuje i vegetativně pomocí hlízek, které opadávají z okraje listu mateřské rostliny.
Kromě měkkyně roste v oblasti např. kriticky ohrožená hrotnosemenka bílá (Rhynchospora alba) či silně ohrožená masožravka tučnice obecná (Pinguicula vulgaris), rosnatka okrouhlolistá (Drosera rotundifolia) a bublinatka menší (Utricularia minor). Z ohrožených rostlin lze v místě nalézt vachtu trojlistou (Menyanthes trifoliata) a klikvu bahenní (Vaccinium oxycoccos).